# アナ・パストール・フリアン
アナ・マリア・パストール・フリアン（スペイン語: Ana María Pastor Julián、1957年11月11日 - ）は、スペイン・サモラ県クビーリョス出身の政治家。サラマンカ大学出身。国民党 (PP) 所属。1996年3月1日からスペイン下院議員を務め、2016年7月19日からスペイン下院議長を務めている。この間の2002年から2004年にはホセ・マリア・アスナール内閣で厚生大臣を、2011年から2016年にはマリアーノ・ラホイ・ブレイ内閣で勧業大臣を務めた。

## 経歴
1957年にサモラ県クビーリョスに生まれ、サラマンカ大学で医学（外科）を専攻して卒業した。大学卒業後は公衆衛生・保健行政局や、ガリシア州政府保健省などに勤務した。
1996年には国民党 (PP) 所属候補として、ポンテベドラ県選挙区から1996年スペイン議会総選挙に出馬してスペイン下院議員に当選した。2000年の2000年スペイン議会総選挙では2選を果たし、2002年にはホセ・マリア・アスナール内閣で厚生大臣に就任した。前任者はセリア・ビリャロボス。2004年の2004年スペイン議会総選挙では3選を果たしたが、国民党は野党に転落した。2008年の2008年スペイン議会総選挙では4選を果たした。2008年3月1日にはスペイン下院の副議長に就任している。
2011年11月20日の2011年スペイン議会総選挙では5選を果たした。この選挙では国民党が与党に返り咲き、マリアーノ・ラホイ・ブレイが首相に就任すると、11月22日にパストールはラホイ内閣で勧業大臣に就任した。
2016年7月には国民党のラホイ首相の推薦によってスペイン下院議長の候補者となり、シウダダノスの支持も受けて当選。7月19日にはスペイン社会労働党 (PSOE) のパチ・ロペスの後任として下院議長に就任した。2000年から2004年まで務めたルイサ・フェルナンダ・ルディ・ウベダに続いて、スペイン下院議長を務めた2人目の女性となった。